# Alan Hoole
Alan Norman Hoole, CMG, OBE, (* 25. April 1942; † 8. Mai 2000 in Yorkshire, England) war ein britischer Jurist und Kolonialbeamter, der unter anderem zwischen 1991 und 1995 Gouverneur von St. Helena sowie von 1995 bis 1996 Gouverneur von Anguilla war.

## Leben
Alan Norman Hoole, Sohn von Walter Norman Hoole und Elsie Hoole, absolvierte nach dem Schulbesuch ein Studium der Rechtswissenschaften an der University of Sheffield und der Universität London. Nach Abschluss des Studiums sowie seiner anwaltlichen Zulassung war er als Solicitor tätig und trat 1978 in den kolonialen Verwaltungsdienst (Colonial Administrative Service) ein. Er war zunächst zwischen 1978 und 1983 Generalstaatsanwalt (Attorney General) des Überseegebietes St. Helena und Nebengebiete und im Anschluss von 1983 bis 1985 Generalstaatsanwalt des Überseegebietes Anguilla. Nachdem er zwischen 1986 und 1988 Chefsekretär der Verwaltung des Überseegebietes Turks- und Caicosinseln war, fungierte er von 1989 und 1990 zunächst erneut als Generalstaatsanwalt von Anguilla sowie anschließend zwischen 1990 und 1991 als stellvertretender Gouverneur dieses Überseegebietes. Für seine Verdienste wurde er 1991 zum Officer des Order of the British Empire (OBE) ernannt.
Als Nachfolger von Robert Frederick Stimson übernahm Hoole am 17. Mai 1991 den Posten als Gouverneur von St. Helena und hatte diesen bis zum 17. April 1995 inne, woraufhin David Leslie Smallman am 8. September 1991 offiziell seine Nachfolge antrat. Am 3. November 1995 wurde er Nachfolger von Alan Shave als Gouverneur von Anguilla und bekleidete dieses Amt bis zu seiner Ablösung durch Robert Harris im Dezember 1996. 1997 wurde er außerdem zum Companion des Order of St Michael and St George (CMG) ernannt und war zuletzt seit 1998 als Berater für britische Überseegebiete tätig.
Aus seiner 1962 geschlossenen und später geschiedenen Ehe mit Pauline Claire Bettison ging ein Sohn hervor. Am 8. Mai 2000 rutschte er von einem Gehweg in der Nähe seines Hauses in Yorkshire, stürzte etwa 20 Meter einen steilen Hang hinab und starb, als er von Rettungskräften ins Krankenhaus gebracht wurde.